# Nomenclatură (chimie)
Nomenclatura este, în chimie, un mod de a numi substanțele. În prezent se utilizează mai frecvent două tipuri de nomanclaturi:
- istorică (trivială): legată de condițiile descoperirii sau de anumite caracteristici;
- sistematică: redă structura.

De exemplu, substanța cu formula chimică C5H8 este numită tradițional izopren, dar sistematic e cunoscută ca 2-metil, 1, 3-butadienă.
Condițiile nomenclaturii sistematice au fost elaborate de Uniunea Internațională de Chimie Pură și Aplicată (IUPAC).